# Johannes van den Bosch

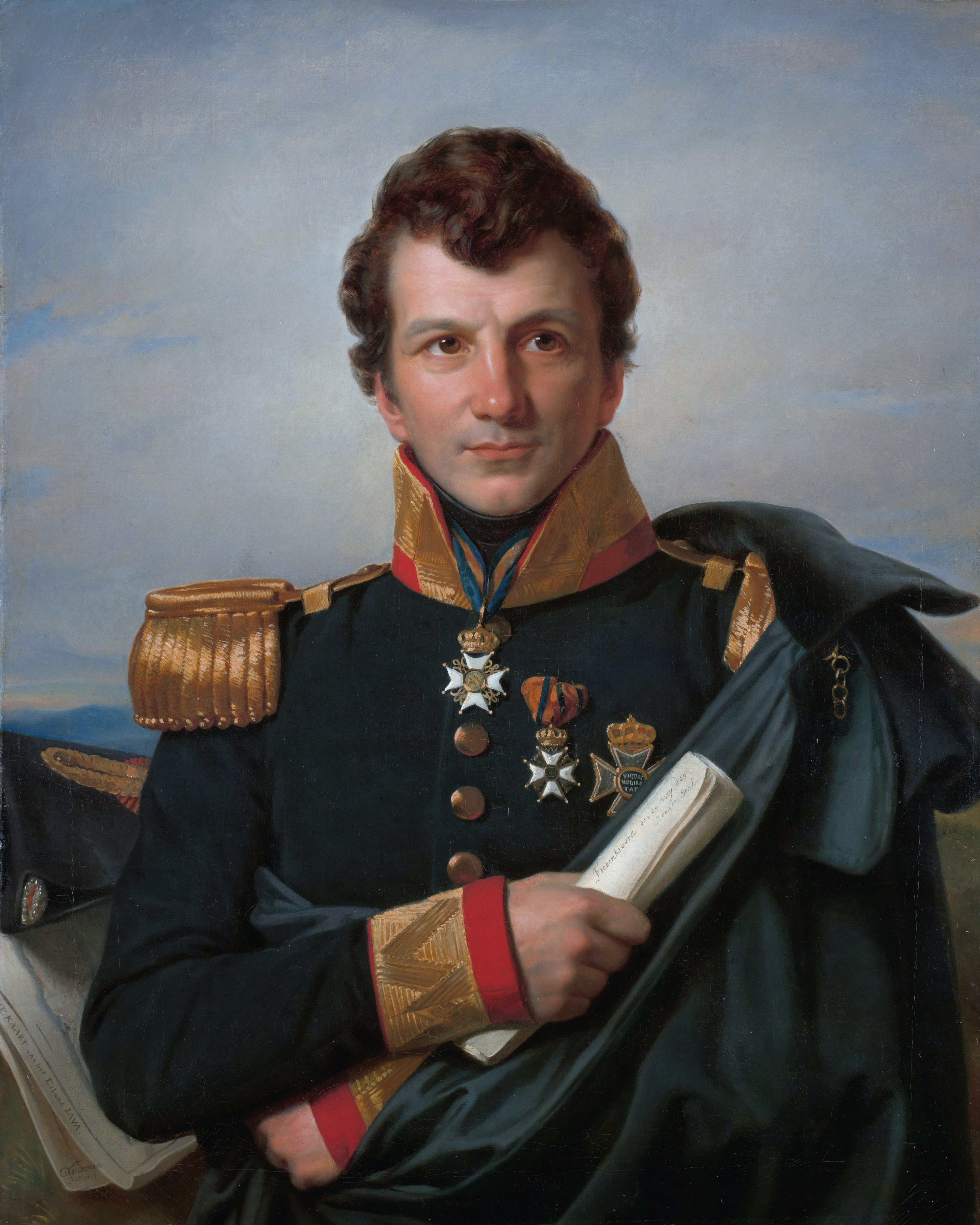
Graf Johannes van den Bosch

Johannes Graf van den Bosch (* 2. Februar 1780 in Herwijnen; † 28. Januar 1844 in Den Haag) war ein niederländischer Generalleutnant und Generalgouverneur von Niederländisch-Indien. Er entstammte der Rotterdamer Familie Van den Bosch.

## Leben
Im Jahre 1797 kam Van den Bosch als Leutnant nach Java, wo er schnell zum Oberst emporstieg. Wegen Differenzen mit dem Generalgouverneur Daendels nahm er 1810 den Abschied. Nach seiner Rückkehr nach Holland im November 1813 agitierte er für die Restitution des Hauses Oranien.
Als Oberst wieder in der Armee angestellt, wurde er 1815 Kommandant von Maastricht und nachher Generalmajor. Er stiftete die Gesellschaft für Begründung der Armenkolonien und insbesondere die Kolonie Frederiksoord (vgl. die Beschreibung bei Baedeker). 1823 heiratete er in zweiter Ehe Rudolfine Wilhelmine Elisabeth von Stürler (1790–?), Tochter des holländischen Offiziers Rudolf Gabriel von Stürler und der Daniella Daniella Elisabeth van Oosterhoudt. Vorher war er in erster Ehe mit Catherine Lucrèce (* 3. November 1786 in Kapstadt; † 10. Februar 1814 in Amsterdam), der Tochter des Generalmajors Simon de Sandol-Roy, verheiratet.
1827 ward er als Generalkommissar wieder nach Batavia gesendet, wo er 1830 Gouverneur wurde. 1835 zurückgekehrt, übernahm er das Ministerium der Kolonien, schied aber 1839 freiwillig aus und wurde in den Grafenstand erhoben. Er starb am 28. Januar 1844 auf seinem Landgut bei Den Haag.
Die Königlich Niederländische Akademie der Wissenschaften nahm ihn 1818 als korrespondierendes Mitglied auf, 1838 wurde er ordentliches Mitglied. Im Jahr 1835 wurde er zum Mitglied der Gelehrtenakademie Leopoldina gewählt.